# Creurgops dentatus
Tangará-ardósia ou tiê-ardósia (Creurgops dentatus) é uma espécie de ave da família Thraupidae.
Pode ser encontrada nos seguintes países: Bolívia e Peru.
Os seus habitats naturais são: regiões subtropicais ou tropicais húmidas de alta altitude.